# Гудок
Гудок (гъдулка, гудулка, на руски: Гудок) е старинен руски струнен лъков инструмент. Струните са три, захванати в примитивен струнник и обикновено са направени от черва на животни. Формата на инструмента е овално-яйцевидна, с по-големи размери от цигулката, тялото е направено от плоски дъски без странични вдлъбнатини. Главичката, на която има ключове за опъване на струните, е извита назад. Звукоизвличането става с помощта на лък, а по време на свирене гудокът се държи в отвесно положение, като се опира на коляното. Използван е за съпровод на хорово пеене, народни танци, а също и ансамблово.
Най-голямо разпространение има през 18—19 век, използван от скоморохите. Сродни инструменти са съществували и на Запад — фидула (лат.), фидел (нем.).